# 指示函数
在集合論中，指示函数是定义在某集合X上的函数，表示其中有哪些元素属于某一子集A。指示函数有时候也称为示性函数或特征函数。
集X的子集A的指示函数是函数{\displaystyle 1_{A}:X\to \lbrace 0,1\rbrace }，定义为
| {\displaystyle 1_{A}(x)={\begin{cases}1\\0\end{cases}}\quad } | 若 {\displaystyle x\in A}    |
| {\displaystyle 1_{A}(x)={\begin{cases}1\\0\end{cases}}\quad } | 若 {\displaystyle x\notin A} |
A的指示函数也记作{\displaystyle \chi _{A}(x)\,}或{\displaystyle I_{A}(x)\,}。

## 简单性质
把X的子集A对应到它的指示函数的映射是雙射，值域是所有函数{\displaystyle f:X\to \{0,1\}}的集合。
如果A和B是X的两个子集，那么
{\displaystyle 1_{A\cap B}=\min\{1_{A},1_{B}\}=1_{A}1_{B}\,}，
以及
{\displaystyle 1_{A\cup B}=\max\{{1_{A},1_{B}}\}=1_{A}+1_{B}-1_{A}1_{B}\,}。
更一般地，设A1, ..., An是X的子集。对任意{\displaystyle x\in X}，可知
{\displaystyle \prod _{k\in I}(1-1_{A_{k}}(x))=1}当且仅当x不属于任何Ak。
故有
{\displaystyle \prod _{k\in I}(1-1_{A_{k}})=1_{X-\bigcup _{k}A_{k}}=1-1_{\bigcup _{k}A_{k}}}。
展开左式
| {\displaystyle 1_{\bigcup _{k}A_{k}}} | {\displaystyle =1-\sum _{F\subseteq \{1,2,\ldots ,n\}}(-1)^{\|F\|}\;1_{\bigcap _{F}A_{k}}}                    |
|                                       | {\displaystyle =\sum _{\varnothing \neq F\subseteq \{1,2,\ldots ,n\}}(-1)^{\|F\|+1}\;1_{\bigcap _{F}A_{k}}}， |
其中|F|是F的势。这是容斥原理的一个形式。
如上一例子所示，指示函数是组合数学一个有用记法。这记法也用在其他地方，例如在概率论：若X是概率空间，有概率测度P，A是可测集，那么1A就是随机变量，其期望值等于A的概率。
{\displaystyle E(1_{A})=\int _{X}1_{A}(x)\,dP=\int _{A}dP=P(A)}。
这等式用于马尔可夫不等式的一个简单证明裡。